# Polimery amorficzne
Polimery amorficzne – zwane również bezpostaciowymi zgodnie z zasadą termodynamiki są w stanie cieczy przechłodzonej. Makrocząsteczki przyjmują postać kłębka, tworząc struktury nieuporządkowane skłębione, o słabych oddziaływaniach energetycznych. W tej strukturze jest możliwe jedynie uporządkowanie bliskiego zasięgu do około l nm.
Polimery amorficzne mogą się znajdować w jednym z czterech stanów fizycznych: szklistym, lepkosprężystym, wysokoelastycznym, plastycznym (ciekłym).
Poniżej pewnej wartości temperatury polimery wykazują właściwości charakterystyczne dla kruchych ciał stałych lub szkła. Zmieniają się prawie wszystkie jego cechy, np. przewodnictwo cieplne, objętość właściwa, rozszerzalność termiczna, moduł elastyczności. Powyżej temperatury zeszklenia polimery mają właściwości ciała wysokoelastycznego.
Zastosowanie polimerów amorficznych: ocieplenia, wykładziny ścienne i podłogowe, profile okienne, płyty poliweglanowe, itp.